# Gerhard Eis
 Gerhard Eis (* 9. März 1908 in Aussig; † 29. März 1982 in Schriesheim) war ein deutscher germanistischer Mediävist und Medizinhistoriker. Er war Ordinarius für Germanistik an der Ruprecht-Karls-Universität Heidelberg und gilt als Begründer der deutschen Fachprosaforschung.

## Leben
Nach dem Besuch der Volksschule in Aussig (1914–1919) und der Aussiger Oberrealschule (1919–1926) legte Eis in Prag am deutschen Gymnasium 1927 sein Abitur ab. Es folgte zunächst an der Deutschen Universität von Prag ein naturwissenschaftliches Studium, dann der Studienwechsel zu den Geisteswissenschaften der Deutschen Philologie und der Anglistik bei Erich Gierach mit Studienaufenthalt in London bis 1931. Im selben Jahr erfolgte die Promovierung in Prag mit einer altgermanistischen Arbeit Die Quellen des Märtyrerbuches (veröffentlicht 1932 als Band 46 der Reihe Prager Deutsche Studien; Nachdruck 1975). 1932 erfolgte die Lehramtsprüfung für höhere Schulen für die Fächer Deutsch und Englisch. Die Habilitation von Eis erfolgte 1935 ebenfalls in Prag mit der Arbeit „Beiträge zur mittelhochdeutschen Legende und Mystik. Untersuchungen und Texte“ (Druck 1935, Nachdruck 1967).
Von 1931 bis 1932 war er Hilfslehrer an der deutschen Handelsakademie in Pilsen und dort 1932 bis 1936 provisorischer Professor, 1937 Professor. Von 1937 bis 1945 war er Professor an der Deutschen Handelsakademie von Reichenberg. 1938 wurde er Leiter eines „Sudetendeutschen Archivs in Reichenberg“. Am 27. März 1939 beantragte er die Aufnahme in die NSDAP und wurde rückwirkend zum 1. November 1938 aufgenommen (Mitgliedsnummer 6.587.459). Von 1935 bis 1940 war er gleichzeitig Privatdozent für Ältere deutsche Sprache und Literatur an der Reichsuniversität Prag, ab 1940 beamteter Dozent. Eis leistete von 1940 bis 1943 Kriegsdienst.
Von 1943 bis 1945 war er außerordentlicher Professor für Ältere deutsche Sprache und Literatur an der Universität von Preßburg. Nach 1945 war er aus politischen Gründen zunächst arbeitslos. 1946 fand er eine Anstellung als Hilfskraft bei der Dombibliothek von Freising. Eis gehörte zu den sogenannten „heimatvertriebenen“ (h) Germanistikprofessoren, die an einer der nationalsozialistischen Reichsuniversitäten in den annektierten oder besetzten Gebieten gelehrt hatten und ihre akademische Zulassung wegen der damit verbundenen politischen Anbindung an das NS-Regime für längere Zeit verloren. 1947 erhielt er eine Anstellung als Lehrbeauftragter und Vorstand des Germanistischen Instituts der Philosophisch-theologischen Hochschule von Bamberg, wo er bis 1953 blieb. Ebenfalls als Lehrbeauftragter war er von 1949 bis 1950 an der Philosophisch-Theologischen Hochschule in Passau und von 1950 bis 1955 an der TH München tätig.
Eine Berufung als außerordentlicher Professor für Deutsche Philologie und Volkskunde des Mittelalters an der Universität Heidelberg erfolgte erst 1955. 1957 wurde er dort (als Nachfolger von Eugen Fehrle, der wegen seiner NS-Verstrickung nach dem Kriegsende 1945 ebenfalls aus dem Hochschuldienst entlassen worden war und dessen Stelle dem Deutschen Institut zugewiesen wurde, allerdings zunächst unbesetzt blieb) Lehrstuhlinhaber für Deutsche Philologie und Volkskunde sowie Direktor des Deutschen Instituts. An der University of Maryland trat er 1967 eine Gastprofessur an. 1973 wurde er emeritiert; sein Nachfolger als Direktor des Deutschen Instituts wurde der Sprachhistoriker Oskar Reichmann.
Eis lehrte und publizierte zur althochdeutschen, altsächsischen und mittelhochdeutschen Sprache und Literatur, des Weiteren zur gotischen Sprache und Literatur (Wulfila-Bibel), zur Runologie und zur heimatlichen sudetendeutschen Geistesgeschichte. Forschungen unternahm er zur Heldendichtung und besonders zur kultur- und medizingeschichtlichen, insbesondere mediävistischen Fachprosa des Mittelalters und zur Literatur des Humanismus. 
Eis gilt als Begründer einer entmythologisierten Forschung zur (spät)mittelalterlichen deutschen Fachprosa. Den „Auftakt zur Fachprosaforschung“ stellt gemäß dem Würzburger Medizinhistoriker und Germanisten Gundolf Keil, dem Repräsentanten der durch Eis auch in die Medizingeschichte eingebrachten philologischen Methodik, ein von Eis im Juli 1937 gehaltener Vortrag bei der „Sommer-Hochschulwoche in Böhmisch-Leipa“ dar. Zu seinen Schülern gehören der Philologe und Literaturwissenschaftler Siegfried Sudhof (1927–1980), der Volkskundler Peter Assion und die Medizinhistoriker Gundolf Keil (Würzburg) und Wolfram Schmitt (Heidelberg).
Die Tierärztliche Hochschule von Hannover ehrte ihn 1976 mit der Ehrendoktorwürde. Eis war seit 1951 Mitglied des
Deutschen Germanistenverbands, Auswärtiges Mitglied der Sprachwissenschaftlichen Gesellschaft von Bratislava (Jazykovedná spoločnost), sowie der World Academy of Art and Science. Für seine medizingeschichtlichen und literarischen Forschungen war er Mitglied der Internationalen Paracelsus-Gesellschaft und Mitglied der Internationalen Gesellschaft für Geschichte der Pharmazie. 1980 wurde er als ordentliches Mitglied der Geisteswissenschaftlichen Klasse der Sudetendeutschen Akademie der Wissenschaften und Künste berufen.

## Privatsammlung
Eis legte eine umfangreiche Privatsammlung mit überwiegend mittelalterlichen Handschriften und Fragmenten (über 200 Stück) an, wobei er vor allem unbekannte deutschsprachige Texte erwarb. 2024 wurden große Teile in einer Auktion der Galerie Bassenge verkauft.

## Veröffentlichungen (Auswahl)
- Ältere deutsche Handschriften als Quellen für die heimatliche Kultur- und Geistesgeschichte. In: Zeitschrift für sudetendeutsche Geschichte. Band 1, 1937, S. 281–291.
- als Hrsg.: Meister Albrants Roßarzneibuch im deutschen Osten. Reichenberg 1939 (= Schriften der Deutschen Wissenschaftlichen Gesellschaft in Reichenberg. Band 9); Neudruck Hildesheim / New York 1977 (= Documenta hippologica. Darstellungen und Quellen zur Geschichte des Pferdes.)
- Die Sendung der deutschen Kultur im Sudetenraum. Reichenberg 1940 (= Aus dem Sudetengau. Band 1).
- Die Groß-Schützener Gesundheitslehre. Studien zur Geschichte der deutschen Kultur im Südosten. Brünn/München/Wien 1943 (= Südosteuropäische Arbeiten. Band 36).
- Andreas Jeßner über die Edelsteine (1595). In: Sudhoffs Archiv. Band 34, 1941, S. 68–76.
- Neue Wege der landeskundlichen Schrifttumsgeschichte. In: Deutsche Volksforschung in Böhmen und Mähren. Band 3, 1944, S. 165–177.
- Gottfrieds Pelzbuch. Studien zur Reichweite und Dauer der Wirkung des mittelhochdeutschen Fachschrifttums. Callwey, München 1944; Rohrer, Brünn/München/Wien 1944 (= Südosteuropäische Arbeiten. Band 38). Neudruck Olms, Hildesheim 1966.
- Die sieben Eigenkünste und ihre altdeutschen Literaturdenkmäler. In: Forschungen und Fortschritte. Band 26, 1950, S. 269–271.
- Meister Alexanders Monatsregeln. In: Lychnos. Band 19, (Upsala) 1950, S. 104–136.
- Historische Laut- und Formenlehre des Mittelhochdeutschen. Carl Winter, Heidelberg 1950 (= Sprachwissenschaftliche Studienbücher); Lizenzausgabe: VEB Max Niemeyer Verlag, Halle (Saale) 1958.
- Studien zur altdeutschen Fachprosa. Heidelberg 1951 (= Germanistische Bibliothek. Reihe III, Band 2).
- Von der Rede und dem Schweigen der Alchemisten. In: Deutsche Vierteljahrsschrift für Literaturwissenschaft und Geistesgeschichte. Band 25, 1951, S. 415–435; auch in: Gerhard Eis: Vor und nach Paracelsus. Untersuchungen über Hohenheims Traditionsverbundenheit und Nachrichten über seine Anhänger. Stuttgart 1965 (= Medizin in Geschichte und Kultur. Band 8), S. 51–73.
- Mittelalterliche Fachprosa der Artes. In: Wolfgang Stammler (Hrsg.): Deutsche Philologie im Aufriß. Band 2. Berlin 1954, Sp. 1633–1688; 2. Auflage ebenda Berlin 1960 (Neudruck ebenda 1966), Sp. 1103–1216.
- Handschriftenstudien zur medizinischen Literatur des Spätmittelalters. In: Sudhoffs Archiv. Band 38, 1954, S. 233–266; auch in: Gerhard Eis: Forschungen zur Fachprosa. Bern/München 1971, S. 15–34 und 358–364.
- Wahrsagetexte des Spätmittelalters. Aus Handschriften und Inkunabeln herausgegeben (= Texte des späten Mittelalters. Band 1). 1956.
- Von der verlorenen altdeutschen Dichtung. Erwägungen und Schätzungen. In: Germanisch-romanische Monatsschrift. Band 37 (= Neue Folge, Band 6), 1956, S. 175–189.
- Salernitanisches und Unsalernitanisches im ‚Armen Heinrich‘ des Hartmann von Aue. In: Forschungen und Fortschritte. Band 31, 1957, S. 77–81; wieder in: Hugo Kuhn, Christoph Cormeau (Hrsg.): Hartmann von Aue. Wissenschaftliche Buchgesellschaft, Darmstadt 1973 (= Wege der Forschung. Band 359), S. 135–150.
- Nachricht über eine medizinische Sammelhandschrift der Heidelberger Universitätsbibliothek. In: Sudhoffs Archiv. Band 42, 1958, S. 4–15, S. 14.
- Deutsche Heilmittel für Haustiere aus dem Jahre 1321. In: Deutsche tierärztliche Wochenschrift. Band 65, 1958, S. 115–116.
- mit Gundolf Keil: Nachträge zum Verfasserlexikon. In: Studia neophilologica. Band 30, 1958, S. 232–250, Band 31, 1959, S. 219–242, und Band 43, 1971, S. 377–426, sowie Beiträge zur Geschichte der deutschen Sprache und Literatur. Band 83, (Tübingen) 1961/1962, S. 167–226.
- Nachträge zum Verfasserlexikon. In: Mittellateinische Jahrbuch. Band 2, 1965, S. 205–214.
- Meister Albrants Roßarzneibuch. Konstanz 1960.
- Vom Werden altdeutscher Dichtung. Literarhistorische Proportionen. Berlin 1962, ISBN 9783503004799.
- Mittelalterliche Fachliteratur. Metzler, Stuttgart 1962; 2., durchgesehene Auflage ebenda 1967 (= Sammlung Metzler. Realienbücher für Germanisten, Abteilung D: Literaturgeschichte, Band M 14).
- Irrealer Magnetismus in der vorromantischen Fachliteratur. In: Medizinische Monatsschrift. Band 18, 1964, S. 66–69
- Altdeutsche Zaubersprüche. Berlin 1964.
- Vor und nach Paracelsus. Untersuchungen über Hohenheims Traditionsverbundenheit und Nachrichten über seine Anhänger. Stuttgart 1965 (= Medizin in Geschichte und Kultur. Band 8).
- als Hrsg. mit Hans J. Vermeer: Gabriel von Lebensteins Büchlein „Von den gebrannten Wässern“. Stuttgart 1965 (= Veröffentlichungen der Internationalen Gesellschaft für Geschichte der Pharmazie. Neue Folge, Band 27).
- Zu dem Carlina-Bild des Münchner Cod. icon. 26. In: Sudhoffs Archiv. Band 50, 1966, S. 423–425.
- Meister Hertwigs Salbe. In: Centaurus. Band 12, 1967, S. 135–137. Auch in Gerhard Eis: Forschungen zur Fachprosa. Ausgewählte Beiträge. Bern/München 1971, S. 35–37 und 364.
- Nachricht über unbekannte Wundärzte aus einer Weingartner Handschrift um 1500. In: Medizinische Monatsschrift. Band 21, 1967, S. 404–407.
- als Hrsg. mit Wolfram Schmitt: Das Asanger Aderlaß- und Rezeptbüchlein (1516–1531). Stuttgart 1967 (= Veröffentlichungen der Internationalen Gesellschaft für Geschichte der Pharmazie. Neue Folge, Band 31).
- Zu Heinrich von Rees. In: Centaurus. Band 13, 1969, S. 285–290.
- Altdeutsche Fachschriften als Urkunden des zivilisatorischen Fortschritts. [1970] In: Gundolf Keil, Peter Assion (Hrsg.): Fachprosaforschung. Acht Vorträge zur mittelalterlichen Artesliteratur. Berlin 1974, S. 9–23.
- Forschungen zur Fachprosa. Ausgewählte Beiträge. Francke, Bern/München 1971.
- Schriften zur altdeutschen Dichtung. Amsterdam 1979 (= Amsterdamer Publikationen zur Sprache und Literatur. Band 38).
- Kleine Schriften zur altdeutschen weltlichen Dichtung. Amsterdam 1979.
- Medizinische Fachprosa des späten Mittelalters und der frühen Neuzeit. Amsterdam 1982 (= Amsterdamer Publikationen zur Sprache und Literatur. Band 48).